# Adriatique (département)
Pour les articles homonymes, voir Adriatique (homonymie).
L'Adriatique (en italien Adriatico) était un ancien département du royaume d'Italie de 1806 à 1814. Il a été nommé d'après la mer Adriatique, et avait pour chef-lieu Venise.

## Histoire
Il fut créé à la suite de l'annexion le 1er mai 1806 par le royaume d'Italie de Venise et de ses dépendances (Istrie et Dalmatie). Ce département fut légèrement agrandi le 22 décembre 1807 par l'adjonction de certains territoires détachés du Bas-Pô, de la Brenta, du Passariano et du Tagliamento. Il subira encore des modifications de limites le 28 septembre 1810.